# Лејк Мери Џејн (Флорида)
Лејк Мери Џејн (енгл. Lake Mary Jane) насељено је место без административног статуса у америчкој савезној држави Флорида.

## Демографија
По попису из 2010. године број становника је 1.575.
| Група             | 2000.    | 2010.         |
| Белци             | 0 (0,0%) | 1.325 (84,1%) |
| Афроамериканци    | 0 (0,0%) | 37 (2,3%)     |
| Азијати           | 0 (0,0%) | 24 (1,5%)     |
| Хиспаноамериканци | 0 (0,0%) | 168 (10,7%)   |
| Укупно            | 0        | 1.575         |